# Cornelis Dirkszoon

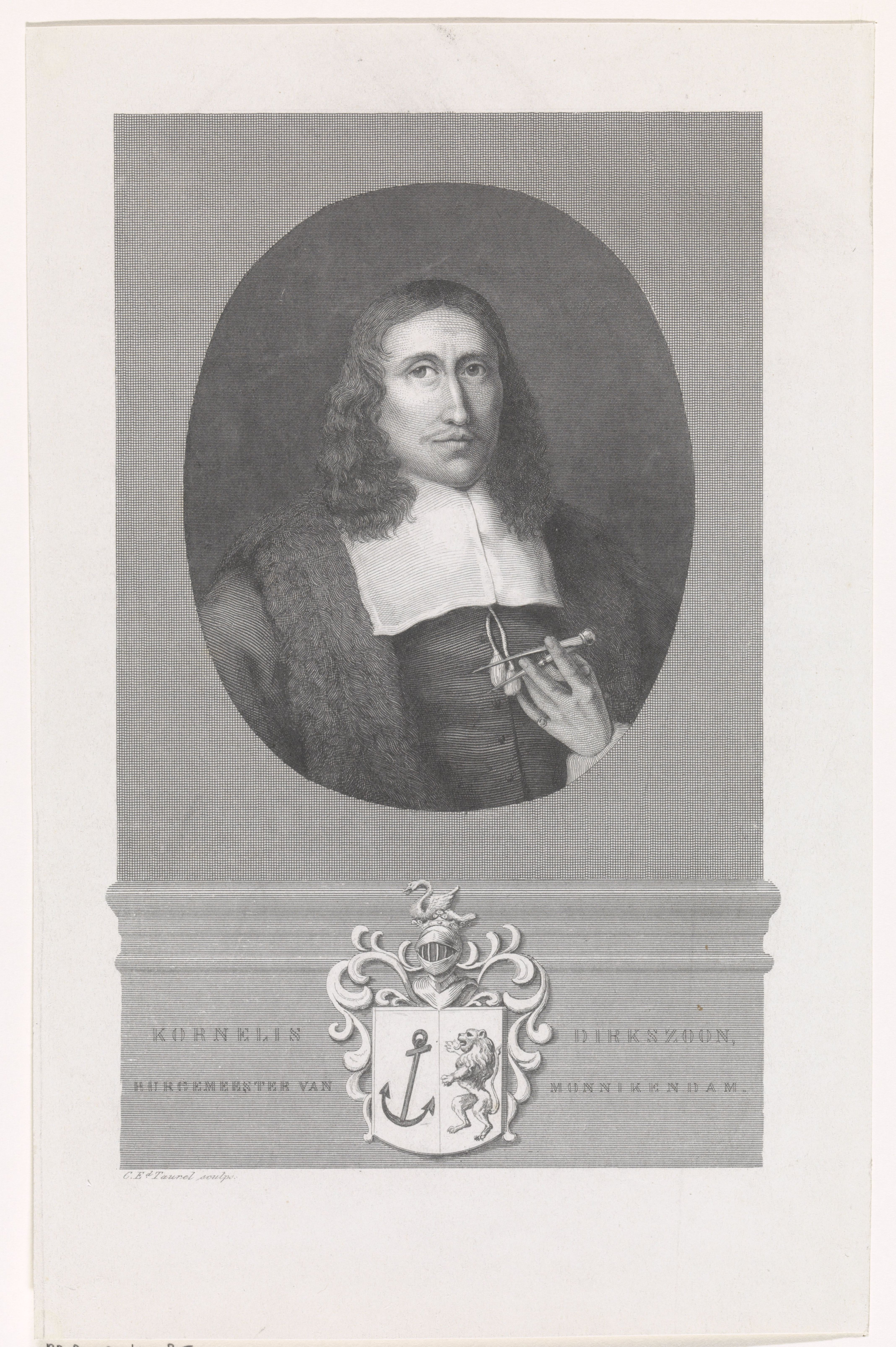
Portret van Cornelis Dirkszoon door Edouard Taurel.

Cornelis Jansz Dirkszoon (circa 1542 - Monnickendam, 13 augustus 1583) was burgemeester van Monnickendam en een leider van de geuzen tijdens het begin van de Tachtigjarige Oorlog.
Cornelis Dirkszoon werd in 1572 burgemeester van Monnickendam en op 23 mei kapitein bij de watergeuzen. In 1573 stellen die hem aan als hun "admiraal" (dat woord duidt dan geen rang aan maar een functie als bevelhebber) voor de wateren rond West-Friesland. Nog datzelfde jaar wordt hij officieel benoemd tot luitenant-admiraal van Holland en West-Friesland.  Hij is in die hoedanigheid vooral bekend geworden van de Slag op de Zuiderzee in 1573, waarin hij met zijn vloot de Spanjaarden versloeg maar zelf door zijn rechterarm geschoten werd. In 1574 wordt hij genoemd als "admiraal van de Zuiderzee en de binnenwateren", opnieuw geen rang maar functie: luitenant-admiraal van Holland en West-Friesland was sinds 4 maart Lodewijk van Boisot. In 1576 commandeert hij een aanval op Muiden.
Op 6 maart 1579 werd hij viceadmiraal bij de nieuwgevormde Admiraliteit van het Noorderkwartier; luitenant-admiraal van Holland en West-Friesland was sinds 1578 Johan van Duvenvoorde (1547-1610). Het geslacht van Duvenvoorde, met latere naamswijziging in van Wassenaer Obdam, bracht diverse luitenants-admiraal voort. 
Het Fort Dirks Admiraal bij Den Helder is naar hem genoemd. Dirkszoon had de bijnaam "Poppedamme"; zijn nakomelingen zouden als verwijzing naar hun beroemde voorvader de familienaam "Admiraal" aannemen. Een van zijn nakomelingen, Elizabeth Admiraal, liet in 1792 in Buiksloot een krijtmolen bouwen, die tot op de dag van vandaag D'Admiraal heet.
Dirkszoon ligt begraven in de Grote Kerk van Monnickendam. Zijn grafsteen ligt in het apsis, voor de helft onder het kooromgang.